# Ayn al-Tineh, Tỉnh Latakia
Ayn al-Tineh (tiếng Ả Rập: عين التينة, Ain al-Tineh) là một thị trấn ở phía tây bắc Syria thuộc chính quyền của Tỉnh Latakia, nằm ở phía đông Latakia. Các địa phương lân cận bao gồm trung tâm huyện al-Haffah ở phía tây bắc, Slinfah ở phía đông bắc, Farikah và Nabl al-Khatib ở phía đông, Shathah ở phía đông nam, Muzayraa ở phía nam và al-Shir ở phía tây. Theo Cục Thống kê Trung ương Syria (CBS), Ayn al-Tineh có dân số là 1.333 vào năm 2004. Đây là trung tâm hành chính của Ayn al-Tineh nahiyah ("cấp dưới") có 13 địa phương với dân số tập thể là 6.825. Cư dân của nó chủ yếu là Alawites.
Nó nằm trên một đỉnh núi đá vôi ở phía bắc dãy núi Nusayriyah, với độ cao trung bình 800 mét so với mực nước biển. Nằm giữa al-Haffah và Muzayraa, Ayn al-Tineh được tách ra khỏi hai thị trấn bởi wadis. "Ayn al-Tineh" cũng là tên của một con suối chảy dưới Thành cổ Salah Ed-Din gần đó.
Ayn al-Tineh trong lịch sử là một người đáng sợ của gia tộc Kheirbek, một gia đình nổi tiếng trong lực lượng an ninh Syria và là một phần của liên minh bộ lạc Kalbiyya. Theo nhà nghiên cứu người Pháp Fabrice Balanche, Ayn al-Tineh là một trong số những ngôi làng ở vùng núi ven biển, như al-Tawahin, phần lớn phụ thuộc vào Quân đội Syria và nhà nước, tìm được việc làm dồi dào trước đây và trong dịch vụ bảo vệ nội bộ. Sự nghèo đói của ngôi làng là một yếu tố thúc đẩy đáng kể trong tỷ lệ việc làm cao trong lực lượng an ninh và hậu quả của gia đình Assad cầm quyền. Điều này trái ngược với các làng Alawite nghèo khó khác trong khu vực có lịch sử bất hòa với các gia đình Alawite nổi tiếng và không nhận được mức lợi ích từ thu nhập của nhà nước mà Ayn al-Tineh làm.
Vào giữa và cuối nhiệm kỳ của Tổng thống Hafez al-Assad trong những năm 1980 và 1990, một hussainia (nhà thờ Hồi giáo giáo đoàn Shia Hồi giáo) đã được thành lập tại Ayn al-Tineh. Đó là cái nhỏ nhất được chế tạo bởi phong trào al-Murtada, rộng 40 mét vuông. Trong khi dưới thời cai trị của Hafez, hussainias phục vụ chủ yếu cho các cuộc họp của phe đối lập địa phương, điều này đã thay đổi khi quan hệ giữa người Hồi giáo Shia đa số Iran và Syria tăng lên đáng kể với việc lên nắm quyền của Tổng thống đương nhiệm Bashar al-Assad.